# Gang bang
Gang bang là một tình huống trong đó một số người, thường là nhiều hơn ba người, tham gia vào hoạt động tình dục với một người cụ thể theo trình tự hoặc cùng một lúc. Người cụ thể đó là trọng tâm của hoạt động tình dục;  chẳng hạn, đó có thể là một người phụ nữ được bởi một vài người đàn ông vây quanh hoặc một người đàn ông có nhiều phụ nữ (một vụ gang bang "ngược"). Thuật ngữ này đã trở nên gắn liền với ngành công nghiệp khiêu dâm và thường mô tả một sự kiện được dàn dựng, theo đó một người phụ nữ có quan hệ tình dục với nhiều người đàn ông liên tiếp; đó là một màn trình diễn đồng thuận và không bị nhầm lẫn với hãm hiếp tập thể. Bukkake là một loại gang bang có nguồn gốc từ Nhật Bản, tập trung vào những người tham gia nam xuất tinh liên tiếp vào người trung tâm.

## Thực hành
Các gang bang lớn nhất được tài trợ bởi các công ty phim khiêu dâm, và được ghi lại, nhưng gang bang không phải là bất thường trong cộng đồng swinger. Nó thường được coi là có nhiều nam và một nữ, trong khi cái gọi là "gang bang ngược" (một nam và nhiều nữ), có thể được nhìn thấy trong các nội dung khiêu dâm. Gang bang nam-nam cũng có xảy ra.
Gang bang không được xác định bởi số lượng người tham gia chính xác, nhưng thường liên quan đến nhiều hơn ba người và có thể liên quan đến hàng tá hoặc hơn. Khi gang bang được tổ chức đặc biệt để lên đến đỉnh điểm với sự xuất tinh nối tiếp (gần như) đồng thời hoặc nhanh chóng của tất cả những người tham gia trên người đàn ông hoặc phụ nữ trung tâm, thì nó có thể được gọi bằng thuật ngữ bukkake của Nhật Bản.
Ngược lại, ba người tham gia vào tình dục thường được gọi là một threesome, và bốn người thường được gọi là foursome. Gang bang cũng khác với quan hệ tình dục nhóm, chẳng hạn như threesome và foursome, trong đó hầu hết (nếu không phải tất cả) các hành vi tình dục trong một vụ nổ băng đảng được tập trung hoặc thực hiện với chỉ người trung tâm. Mặc dù những người tham gia một vụ nổ băng đảng có thể biết nhau, tính tự phát và ẩn danh của những người tham gia thường là một phần của sự hấp dẫn. Ngoài ra, những người tham gia khác thường không tham gia vào các hành vi tình dục với nhau, nhưng có thể đứng gần đó và thủ dâm trong khi chờ cơ hội tham gia vào hoạt động tình dục.\

## Nội dung khiêu dâm
Mặc dù đã có rất nhiều bộ phim khiêu dâm gang bang từ những năm 1980, nhưng chúng thường liên quan đến không quá nửa tá đến một chục người đàn ông. Tuy nhiên, bắt đầu với phim Gang bang lớn nhất thế giới (1995) với sự tham gia của Annabel Chong, ngành công nghiệp khiêu dâm bắt đầu sản xuất một loạt các bộ phim có vẻ như lập kỷ lục về các hành vi tình dục liên tiếp của một người trong một thời gian ngắn.
Những loại phim này đã thành công về mặt tài chính, giành được giải thưởng AVN cho những bộ phim khiêu dâm bán chạy nhất trong năm của họ; tuy nhiên, các sự kiện đã không chính thức một cách hiệu quả và các tuyên bố phá kỷ lục thường gây hiểu nhầm.  Jasmin St. Claire mô tả "kỷ lục" của mình, được thiết lập với 300 người đàn ông trong Gang Bang 2 lớn nhất thế giới, là "một trong số những trò bịp lớn nhất từng xảy ra trong kinh doanh khiêu dâm", chỉ với khoảng 30 người đàn ông "được đặt và quay phim một cách chiến lược", chỉ mười người trong số họ thực sự có thể thực hiện tình dục trên máy ảnh.